# Чорний Петро Миколайович
Петро Миколайович Чорний (8 липня 1972) — український ромський співак, музикант, композитор та актор. Заслужений артист України.

## Біографія
Петро Чорний народився 8 липня 1972 року в селі Ясна Поляна (Щокінський район Тульської області в Росії). Його мати Галина Чорна була знаменитою виконавицею старовинних циганських романсів, заслуженою артисткою Росії та України, прийомна дочка знаменитої артистки Лялі Чорної. Його тато — Микола Федоренков художній керівник циганського ансамблю «Циганські наспіви».
У 1980-му переїхав до Києва. Середню освіту здобув у Київській середній спеціалізованій музичній школі-інтернаті імені Миколи Лисенка. Після закінчення школи заочно вступив до Київської консерваторії за фахом «Хоровий диригент». Мати перейшла працювати в Черкаську філармонію і сім'я отримала квартиру в Черкасах.
З 16 років Петро Чорний виступав в батьківському ансамблі «Циганські наспіви» в Чернігівській філармонії. Також будучи студентом гастролював з такими виконавцями, як Ірина Аллегрова, Олександр Буйнов, Лариса Доліна, Валерій Леонтьєв тощо.
У 1996 почалася сольна кар'єра Петра Чорного. Він отримав нагороди конкурсі «Пісенний вернісаж», на фестивалі «Море друзів», став лауреатом першої премії фестивалю «Зелена Гура». Кількаразовий лауреат фестивалю «Шлягер року», фіналіст міжнародного конкурсу популярної пісні «Золотий Скіф» (2000), лауреат Міжнародного конкурсу циганського мистецтва «На рубежі століть» (2000), лауреат Всеукраїнського фестивалю мистецтв «Українська родина» (2002), лауреат Міжнародного фестивалю «Амала 2012», національному музична нагорода «Українська пісня року» в номінації «Дует року» з Катериною Бужинської за пісню «Дві зірки» (2012).
У 2005 році указом Президента України було присвоєно почесне звання «Заслужений артист України».
8 січня 2008 року Петро Чорний був хедлайнером на весіллі 72-річного американського мільярдера Філа Раффіна та 26-річної української моделі Олександри Ніколаєнко на віллі Мар-а-Лаго у місті Палм-Біч (Флорида, США).

## Сім'я
- Дружина — Федоренкова-Чорна Діана Федорівна, художній керівник ансамблю «Циганські наспіви», артистка.Розлучені.
- Син — Жан Федоренков-Чорний, музикант, вокаліст, художній керівник музичного колективу «Black'n'Soul»

## Фільмографія
| Рік  |    | Українська назва            | Оригінальна назва   | Роль             |
| ---- | -- | --------------------------- | ------------------- | ---------------- |
| 2004 | тф | Сорочинський ярмарок        | Сорочинская ярмарка | циган            |
| 2006 | ф  | Богдан-Зиновій Хмельницький |                     | Тугай-бей        |
| 2011 | с  | Байки Мітяя                 | Байки Митяя         | циганський барон |